# Shoe Island (Neuseeland)
Shoe Island (Māori: Motuhoa) ist eine kleine Insel westlich der Coromandel Peninsula in der Region Auckland vor der Nordinsel von Neuseeland.

## Geographie
Die Insel befindet sich rund 3,5 km ostnordöstlich von Pauanui und rund 3,7 km östlich von Tairua vor der Küste der Coromandel Peninsula. Die 124 m hohe und 44,8 Hektar große Insel verfügt über eine Länge von rund 1,1 km in Südsüdwest-Nordnordost-Richtung und eine maximale Breite von rund 575 m in Ost-West-Richtung.
Die nächstliegende Insel an der Küste ist Slipper Island die rund 5,3 km südsüdöstlich zu finden ist. Die Aldermen Islands liegen mehr als 13 km östlich.